# Crimes contra o patrimônio: extorsão e suas variantes
Em assunto, Crimes contra o patrimônio: extorsão e suas variantes

## Do crime contra o patrimônio

### Conceito geral
Considera-se crime contra o patrimônio toda ação que atente 
contra bens de uma pessoa ou organização, vez que o objeto do crime é qualquer 
coisa que tenha valor patrimonial, seja de uma pessoa física ou organização em vista 
de seus bens, o poderio econômico e, entre outros, a universalidade de direitos que 
tenham expressão econômica para o proprietário.

### Exemplos de crimes contra o patrimônio

#### Do crime de extorsão simples

##### Conceito
O crime de extorsão simples, tipificado no art. 158 do Código Penal 
Brasileiro, caracteriza-se por ser um crime formal, situação na qual o sujeito emprega 
os meios aptos para constranger a vítima, visando sempre a vantagem indevida.

##### Características
O crime de extorsão simples se caracteriza por ser um crime formal ou material, podendo ser de forma livre, instantâneo, 
unissubjetivo, plurissubsistente, comissivo, doloso, de dano, complexo e também admite a possibilidade da forma tentada.
Em caso de consumação do crime extorsão material só se consuma com 
a produção do resultado naturalístico. O crime formal, por sua vez, não exige a 
produção do resultado para a consumação do crime, ainda que possível que ele 
ocorra. Nesta orientação, destaca-se o que preconiza o enunciado da Súmula 96 do 
STJ: "O crime de extorsão consuma-se independentemente da obtenção da vantagem 
indevida."

##### Exemplo
Caso 1: o acusado exige que sua ex-esposa assine a escritura pública de 
separação consensual, prevendo alimentos e partilha de bens que lhe são
amplamente favoráveis, como condição para que regularize a transferência 
bancária realizada por sua filha. O denunciado promete que, "caso a vítima não aja 
de acordo com a sua vontade", a filha seria responsabilizada criminalmente e perderia 
o emprego (ameaça).

#### Do crime de extorsão mediante sequestro

##### Conceito
O crime de extorsão também pode ocorrer mediante sequestro realizado 
pelo (s) sujeito(s) ativo (s) do ilícito. Este delito se encontra tipificado no art. 159 do 
Código Penal Brasileiro 

##### Características
O crime de extorsão mediante seque se caracteriza por ter como objeto jurídico tutelado não 
somente o patrimônio, mas a liberdade de locomoção, a integridade física e à vida do 
sujeito passivo (da vítima).

##### Exemplo
Caso 2: Imagine que no dia 01 de agosto de 2019, por volta das 18h, os denunciados em 
comunhão de vontades e conjugação de esforços, sequestraram as vítimas, mãe, filho 
e sogra, com o fim de obter, para si, vantagem, R$ 1.000.000,00 (um milhão de reais), 
a ser sacado do banco, de que a vítima da coação é gerente, como condição de 
resgate das demais vítimas sequestradas.

#### Do crime de extorsão indireta

##### Conceito
O crime de extorsão indireta, previsto no art. 160 do Código Penal Brasileiro, é o ato em que se exige ou recebe, como garantia de uma dívida, havendo o abuso de alguém (em determinada situação), documento que pode dar causa a procedimento criminal contra a vítima ou contra terceiro. O objeto jurídico é tutelar-se do patrimônio, assim como a liberdade individual da vítima. 

##### Características
O crime de extorsão indireta se caracteriza por ser um tipo especial de extorsão em que o 
sujeito para se garantir de uma dívida, usa meio ilícito. É um delito muito praticado por 
agiotas, no entanto é um crime impróprio, haja vista que qualquer sujeito pode abusar 
da vulnerabilidade de terceiro para exigir documento que garanta um determinado 
crédito.

##### Exemplos
Caso 3: O acusado empresta dinheiro a pelo menos duas pessoas cobrando 
juros que girará em torno de 10%/mês. Para tanto exige das vítimas os cartões 
bancários e suas respectivas senhas.